# استرطاب
الاسترطاب (بالإنجليزية: Hygroscopy)‏ هي قدرة المادة على جذب جزيئات الماء من البيئة المحيطة سواء عن طريق الامتصاص أو الادمصاص ويتم ذلك بحدوث تغيير فيزيائي في المادة الماصة أو المدمصمة عند تعلق جزيئات الماء فيها وذلك إما بزيادة الحجم أو الالتصاق أو غيرها من الخواص الفيزيائية. وهو مختلف عن الخاصية الشعرية؛ العملية التي يجذب فيها الزجاج أو مادة صلبة أخرى الماء، دون أن يطرأ عليه أي تغيير (كأن تصبح جزيئات الماء معلقة بين جزيئات الزجاج).
وتشمل المواد المسترطبة ألياف السيليلوز (كالقطن والورق) و السكر و الكراميل و العسل و الغليسيرول والإيثانول والميثانول ووقود الديزل وحمض الكبريت والكثير من الأملاح بما فيها ملح الطعام ، والكثير من المواد الأخرى.
إن كلوريد الزنك وكلوريد الكالسيوم وهيدروكسيد البوتاسيوم وهيدروكسيد الصوديوم (وغيرها من الأملاح) هي مركبات شديدة الاسترطاب لدرجة أنها تذوب بسهولة في الماء الذي تمتصه: تدعى هذه الخاصة بالتميع. حمض الكبريت استرطابي حتى عندما يكون ممدداً بتركيز حجمي 10% أو أقل. المادة الاسترطابية تميل إلى تشكيل كتل عند تعريضها للهواء الرطب (كالملح داخل رشاشة الملح في الجور الرطب).
قد يتطلب تخزين المواد الاسترطابية في أوعية مغلقة، بسبب تأثرها بالرطوبة الجوية. وتسمى هذه المواد مرطبات (بالإنجليزية: humectants)‏ عندما تضاف للطعام أو المواد الأخرى بهدف المحافظة على محتوى رطوبتها.
تبدي المواد والمركبات خصائص استرطابية مختلفة، ويؤدي هذا الاختلاف إلى آثار مؤذية، كتركيز الإجهاد في المواد المركبة.
يعبر عن مدى تأثر مادة أو مركب ما بالرطوبة الجوية بمعامل التمدد الاسترطابي (coefficient of hygroscopic expansion - CHE) (أحياناً يدعى coefficient of moisture expansion - CME) ومعامل الانكماش الاسترطابي (coefficient of hygroscopic contraction - CHC)، والفرق بين المصطلحين هو في الإشارة العرفية، وفي اختلاف وجهات النظر من حيث أن اختلاف الرطوبة يؤدي إلى الانكماش أو التمدد.
يمكن مشاهدة الاختلاف بالاسترطاب عادة في غلاف الكتب الورقية المغلف بطبقة بلاستيكية، عند حدوث رطوبة مفاجئة بالجو، فإن غلاف الكتاب سيلتف ويلتوى مبتعداً عن بقية الكتاب، لأن الوجه غير المغلف بطبة البلاستيك سيمتص رطوبة أكبر وتزداد مساحته، مما يؤدي إلى إجهاد يلف الغلاف نحو الوجه المغطى بالبلاستيك. وهذا مشابه لوظيفة مقياس الحرارة ثنائي المعدن، كما تستخدم هذا المبدأ مقاييس الرطوبة القرصية الرخيصة باستخدام شرائط ملفوفة.

## الخصائص الهندسية
كمية الرطوبة التي يمكن أن تحملها المواد المسترطبة تتناسب مع الرطوبة النسبية، وهنالك جداول تحوي هذه المعلومات في كثير من الدلائل الهندسية كما يوفرها موردي المواد والكيماويات المختلفة.

## بيولوجيا

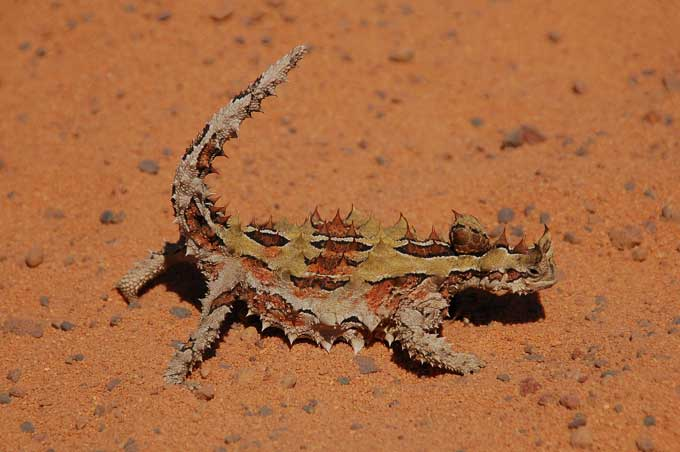
يمتاز حيوان الشيطان الشائك بوجود أخاديد مسترطبة بين انثنائات جلده تمكنه من جمع الماء في البيئة الصحراوية.

لبذور بعض الأعشاب امتدادات ذات خصائص استرطابية تنثني عند حدوث تغير في الرطوبة مما يسمح لها بالانتشار عبر الأرض والمثال نبات الإبرة والخيط، (Hesperostipa comata). لكل بذرو حسكة سنبلة تدور عدة دورات عندما تنتشر البذرة. زيادة الرطوبة تؤدي إلى دورانها بالاتجاه الآخر، وعند الجفاف، تعود وتدور مجدداً، وبذلك تحفر للبذرة داخل الأرض.
الشياطين الشائكة تجمع الرطوبة في الصحراء الجافة عن طريق تكثف الندى ليلاً على جلدها وتوجه إلى فمها عن طريق أخاديد بين نتوئاتها الجلدية. ويتجمع الماء أيضاً في هذه الأخاديد عندما تمطر. الخاصة الشعرية تسمح للعظائة بشفط الماء من على طول جسمها.

## مواد الاسترطاب
المواد المسترطبة (غالباً أملاح) شراهة للرطوبة وتمتص كميات كبيرة نسبياً من الماء من الجو عند تعرضها له. مشكلة محلول سائل. تشمل المواد المتميعة كلوريد الكالسيوم وكلوريد المغنيزيوم وكلوريد الزنك وكربونات البوتاسيوم وفوسفات البوتاسيوم وسترات أمونيوم حديد ثلاثي وهيدروكسيد البوتاسيوم وهيدروكسيد الصوديوم. وبسبب شرهت هذه المواد الشديدة للماء فإنها تستخدم كمجففات، وهو أيضاً أحد استخدامات حمضي الكبريت والفوسفور. تستخدم هذه المركبات في الصناعات الكيميائية لإزاة الماء الناتج عن التفاعلات الكيميائية.[بحاجة لمصدر]

## البولميرات
العديد من البولميرات الهندسية استرطابية، وهذا يشمل: النايلون وأكريلونيتريل بيوتادايين إستيرين وبولي كربونات وسيليلوز وبولي(ميثيل ميثاكريلات).
غيرها من البولميرات مثل البولي إيثيلين والبوليستيرين لا تمتص عادة الكثير من الرطوبة، لكن يمكنها حمل الكثير منها على سطحها عند تعرضها للماء السائل.
النايلون نوع-6 يمكن أن يمتص 9.5% من وزنه رطوبة.

## تطبيقات في الخَبز
عادة ما تستخدم مواد ذات خصائص استرطابية مختلفة في الخبز للوصول إلى مستويات مختلفة من الرطوبة، وبالتالي، الهشاشة.
حيث تستخدم تشكيلة منوعة من السكريات، للحصول على بسكويت هش، ومقرمش بدلاً من الحصول على كعكة طرية تُلاك (غير مقرمشة). في حيث يستخدم العسل والسكر البني والمولاس كمحليات للحصول على مخبوزات أكثر رطوبة وتُلاك.